# اودموس رودسی
اودموس رودسی(به یونانی: Ευδημος)(زادهٔ پیرامون ۳۷۰ پیش از میلاد- مرگ پیرامون ۳۰۰ پیش از میلاد) فیلسوف و تاریخِ علم‌نگار یونانی بود. وی را نخستین کسی می‌دانند که به نگارش تاریخ علم دست یازید. وی از برجسته‌ترین شاگردان ارسطو بود و ویراستار نوشته‌های استاد خویش.

## کارنامه
او زادهٔ جزیرهٔ رودس بود. در آینده به آتن رفت و سالیان درازی از زندگیش را در آن شهر سپری نمود. در آتن در محضر ارسطو فلسفه آموخت. او رابطهٔ نزدیکی با ارسطو برپا ساخت آنچنانکه بیش از آنکه شاگردش شناخته شود همکارش دانسته‌می‌شد.
اودموس به دلگرمی استادش تاریخ ریاضیات و ستاره‌شناسی را در یونان به رشتهٔ تحریر درآورد که جز پاره‌ای از آن چیز بیشتری به دست ما نرسیده‌است. او تاریخی هم دربارهٔ علم حساب نگاشت که بخش ناچیزی از آن از گذار سده‌ها به سلامت گذشت. او دربارهٔ هندسه نیز تاریخی داشته‌است.
با مرگ ارسطو اودموس به زادگاهش رودس بازگشت و در آنجا آموزشگاه فلسفه‌ای به راه انداخت و به ویراستن آثار استاد خویش پرداخت.